# Chipiona Fyrtårn
Chipiona Fyrtårn (spansk: Faro de Chipiona) er et aktivt fyrtårn i Chipiona i Cádiz-provinsen i Spanien. Med en højde på 63 meter er Chipiona Fyrtårn det syttende højeste "traditionelle fyrtårn" i verden, og det højeste i Spanien.. Fyrtånet er beliggende på Punta del Perro, et stykke land der skyder ud i Atlanterhavet i byen Chipiona omkring seks kilometer sydvest for Guadalquivirs munding, og fungerer dermed som indfartslys for Sevilla.
Tårnet er opført i 1867 af tilhuggede sten og har et galleri på toppen som udgør lanternen. Fyrtårnets grundbygning er en fire-etagers kvadratisk struktur, der står ved et to-etagers hvidt fyrbøderhus. Det er muligt at komme tæt og se fyrtårnet, men selve fyrtårnet er ikke tilgængelig for offentligheden.